# Co-Pilot Glacier
Co-Pilot Glacier är en glaciär i Antarktis. Den ligger i Östantarktis. Nya Zeeland gör anspråk på området. Co-Pilot Glacier ligger 1 373 meter över havet.
Terrängen runt Co-Pilot Glacier är varierad. Trakten är obefolkad. Det finns inga samhällen i närheten.